# Liparis kamborangensis
Liparis kamborangensis är en orkidéart som beskrevs av Oakes Ames och Charles Schweinfurth. Liparis kamborangensis ingår i släktet gulyxnen, och familjen orkidéer. Inga underarter finns listade i Catalogue of Life.